# Гора (Пермский район)
Гора — деревня в Пермском районе Пермского края. Входит в состав Хохловского сельского поселения.

## Географическое положение
Деревня расположена в правобережной части Пермского района, при впадении реки Хохловка в Камское водохранилище, примерно в 3,5 км к северо-западу от административного центра поселения, деревни Скобелевка. На восточной окраине деревни находится архитектурно-этнографический музей Хохловка.

## Население
| 2010 |
| ---- |
| 11   |

## Улицы
- Джона Ленона ул.
- Музейная ул.
- Покровская ул.
- Родниковая ул.
- Сказочная ул.
- Ягодная ул.

## Топографические карты
- Лист карты O-40-65 Пермь. Масштаб: 1 : 100 000. Издание 1979 г.